# 반복적 점진적 개발
반복적 점진적 개발(Iterative and incremental development)은 개발을 위한 반복적 설계 또는 반복법 및 점진적 빌드 모델의 결합이다.
이 용어의 용례는 소프트웨어 개발에서 시작되었으며 "반복적", "점진적이라는 두 용어의 결합은 오랜 시간 지속되어왔으며 정도가 큰 개발 노력을 위해 널리 제안되고 있다.

## 같이 보기
- 애자일 소프트웨어 개발
- 지속적 통합
- 동적 시스템 개발 방법
- 인터랙션 디자인
- PDCA
- 고속 응용 프로그램 개발